# Літо '84
Літо 84 — канадський гороровий детективний фільм 2018 року, режисерами якого є François Simard, Anouk Whissell та Yoann-Karl Whissell. У фільмі знімалися Graham Verchere, Judah Lewis, Caleb Emery, Cory Gruter-Andrew, Tiera Skovbye, та Rich Sommer. Прем'єра фільму відбулася на фестивалі 2018 Sundance Film Festival. Також фільм мав обмежений прокат у кінах США 10 серпня 2018 фірмою Gunpowder & Sky.

## Опис
Підліток підозрює свого сусіда-поліціянта у тому, що він є серійним вбивцею та вмовляє своїх друзів допомогти йому знайти доказ підтвердження його здогадів.

## Знімальний склад
- Graham Verchere у ролі Дейві Армстронґа
- Judah Lewis у ролі Томі «Ітс» Ітона
- Caleb Emery у ролі Дейла «Вуді» Вудворта
- Cory Gruter-Andrew у ролі Кертиса Фаррадея
- Tiera Skovbye у ролі Ніккі Кашуби
- Rich Sommer у ролі Вейна Мекі
- Jason Gray-Stanford у ролі Рандела Армстронґа
- Shauna Johannesen у ролі Шейли Армстронґ
- J. Alex Brinson у ролі офіцера Кола
- Harrison Houde у ролі Боббі
- Mark Brandon у ролі відника новин
- Susie Castillo у ролі Бренди Вудворт
- William MacDonald у ролі шерифа Солдвелла

## Створення

### Знімання
Знімання почалося напочатку липня 2017 року у Ванкувері.

## Випущення
Прем'єра фільму відбулася на фестивалі 2018 Sundance Film Festival.

## Сприйняття
Відгуки з Sundance Film Festival є мішаними. На Rotten Tomatoes, фільм має рейтинг сприйняття у 63 %, який оснований на 27 відгуках з середньою оцінкою у 5.9/10.
JoBlo'ове Movie Emporium назвали закінчення фільму «надихально-успішною» та надали оцінку 8/10. На вебсайті Bloody Disgusting Фреда Топела зазначено «те що треба для мене». На Film Threat сказано «заколисує вас у стан несправжньої безпеки та банальності перед ударом у дімантово-темний фінал. Ви не розчаруєтеся. 8/10.» Daily Dead зазначив «попри те що розгортання історії йде повільно, це просто моє колупання в деталях величного Літа '84.» У JR Kinnard Попа Меттерса зазначено «трешова класика, яка точно сподобається глядачам у кінотеатрах середнього штибу. 8/10».
У часописі Variety зазначено, що фільм «недостатньо цікавий або страшний, аби залишити післясмакове відчуття» та «розвиток подій є повільнішим ніж необхідно, шукачам горору очікувана розв'язка здаватиметься затягнутою» Також у відгуках зазначено що незрозуміло, чи сценарій Метта Леслі та Стефана Джей Сміта треба було «відіграти сатирачно, як саспенс, або суміш обох.». На вебсайтові Collider фільм має оцінку «F» з відсутніми позитивними примітками.
Фільм переміг у номінації Best Screenplay на фестивалі Cinepocalypse у Чикаго.

## Відсилання
1. ↑  Summer of 84. Gunpowder & Sky. Архів оригіналу за 10 вересня 2017. Процитовано 1 грудня 2017.
2. ↑  Summer of '84. Sundance Film Festival. The Sundance Institute. Архів оригіналу за 19 січня 2018. Процитовано 16 липня 2018.
3. ↑  Hemmert, Kylie (29 червня 2018). A Serial Killer is on the Loose in the Summer of '84 Trailer. ComingSoon.net. CraveOnline Media. Архів оригіналу за 9 липня 2018. Процитовано 8 липня 2018.
4. ↑  McNary, Dave (12 липня 2017). Rich Sommer, Tiera Skovbye to Star in Horror Movie ‘Summer of ’84’ (EXCLUSIVE). Variety. Penske Business Media. Архів оригіналу за 22 січня 2018. Процитовано 1 грудня 2017.
5. ↑  2018 Sundance Film Festival: Feature Films Announced. Sundance Film Festival. The Sundance Institute. Архів оригіналу за 22 грудня 2017. Процитовано 1 грудня 2017.
6. ↑  Summer of '84 (2018). Rotten Tomatoes. Fandango Media. Архів оригіналу за 6 вересня 2018. Процитовано 25 серпня 2018.
7. ↑  Bumbray, Chris (24 січня 2018). Review: Summer of '84 (Sundance). JoBlo.com. Joblo Media. Архів оригіналу за 12 червня 2018. Процитовано 11 червня 2018.
8. ↑  Topel, Fred (26 січня 2018). [Sundance Review] ‘Summer of ’84’ Hits Nostalgia Sweet Spot. Bloody Disgusting. Архів оригіналу за 12 червня 2018. Процитовано 11 червня 2018.
9. ↑  Bench, Anthony Ray (27 січня 2018). Summer of '84. Film Threat. Архів оригіналу за 12 червня 2018. Процитовано 11 червня 2018.
10. ↑  Wixon, Heather (28 січня 2018). Sundance 2018 Review: SUMMER OF ’84 is a Brutally Fun and Heartbreaking Blast from the Past. Daily Dead. Архів оригіналу за 12 червня 2018. Процитовано 11 червня 2018.
11. ↑  Kinnard, JR (25 січня 2018). Sundance 2018: ‘Summer of ‘84’ + ‘Eighth Grade’. PopMatters. Архів оригіналу за 12 червня 2018. Процитовано 11 червня 2018.
12. ↑  Goldberg, Matt (23 січня 2018). Summer of '84: Imagine Stranger Things at its Worst. Collider. Complex Media. Архів оригіналу за 12 червня 2018. Процитовано 11 червня 2018.
13. ↑  Miska, Brad (29 червня 2018). The Captain wins "Best Film" at Music Box's Cinepocalypse, Fest Shatters Attendance Record!. Bloody Disgusting. Архів оригіналу за 8 липня 2018. Процитовано 8 липня 2018.

## Зовнішні ланки
- Офіційний сайт
- Літо '84 на сайті IMDb (англ.) (англ.)